# Nodilittorina pyramidalis
Nodilittorina pyramidalis är en snäckart som först beskrevs av Jean René Constant Quoy och Joseph Paul Gaimard 1833.  Nodilittorina pyramidalis ingår i släktet Nodilittorina och familjen strandsnäckor. Inga underarter finns listade i Catalogue of Life.